# Jorge Bermúdez
Jorge Hernán Bermúdez Morales (Calarcá, 1971. június 18. –), kolumbiai válogatott labdarúgó.
A kolumbiai válogatott tagjaként részt vett az 1992. évi nyári olimpiai játékokon, az 1995-ös, az 1997-es és az 1999-es Copa Américán, illetve az 1998-as világbajnokságon.

## Sikerei, díjai
América de Cali
- Kolumbiai bajnok (1): 1992

Boca Juniors
- Argentin bajnok (3): 1998 Apertura, 1999 Clausura, 2000 Apertura
- Copa Libertadores (2): 2000, 2001
- Interkontinentális kupa (1): 2001

Olimbiakósz
- Görög bajnok (2): 2001–02, 2002–03

Kolumbia
- Copa América bronzérmes (1): 1995